# Parahelicoprion
Parahelicoprion es un género extinto de peces cartilaginosos del orden Eugeneodontiformes que apareció en el mismo tiempo que su pariente Helicoprion.